# Phoenix Group Holdings
Phoenix Group Holdings — британська страхова компанія, одна з найбільших у світі. Спеціалізується на пенсійному страхуванні, обслуговуючи близько 14 млн клієнтів. Працює під брендами Phoenix Life, Sun Life, Standard Life, ReAssure. Основними ринками для неї є Велика Британія, Ірландія та Німеччина. У списку Forbes Global 2000 за 2021 рік компанія посіла 432-е місце (92-е за активами, 339-е за розміром виручки, 661-е за чистим прибутком, 1638-е за ринковою капіталізацією).
Великими акціонерами є Standard Life Aberdeen (16,85 % акцій), MS&AD Insurance Group (14,49 %), Swiss Re (13,25 %) та BlackRock (5,12 %)[1].

## Історія
Phoenix Group (Група Фенікс) є продуктом злиття ряду британських страхових компаній, найстаріша з них, Phoenix Assurance, була заснована в 1782 році, за нею пішли London Life в 1806 році, National Provident Institution в 1835 році, Pearl Life Assurance Loan в 1864, British Workman's Association (Britannic Assurance) в 1866.
Основною компанією була Pearl Life Assurance, з 1990 по 2003 рік вона входила до складу австралійської фінансової групи AMP Limited, у 2003 році разом з іншими британськими складовими групи була виділена у Henderson Group. 2005 року вийшла зі складу Henderson під назвою Pearl Group. У 2008 році поглинула страхову компанію Resolution Life, що включала Phoenix Assurance, і в 2010 змінила свою назву на Phoenix Group.
У 2016 році була куплена страхова компанія Abbey Life, а також AXA Sun life, що належала. У 2018 році було куплено страховий бізнес компанії Standard Life Aberdeen. У 2020 році була куплена компанія ReAssure, що входила до складу Swiss Re.

## Діяльність
З виручки 22,2 млрд фунтів за 2020 рік страхові премії становили 4,71 млрд фунтів, інвестиційний дохід — 16,9 млрд. Страхові виплати склали 7,81 млрд фунтів. Активи на кінець року склали 334,3 млрд фунтів, з них 298,8 млрд припало на інвестиції, у тому числі облігації — 109,5 млрд, акції компаній — 82,6 млрд грн.

## Основні підрозділи
UK Heritage — обслуговування закритих страхових та пенсійних фондів у Великій Британії (припинили продаж нових полісів, але працюють зі старими полісами); виторг 668 млн фунтів.
UK Open — поширення та обслуговування полісів страхування життя у Великій Британії; виторг 2,6 млрд фунтів.
Europe — відкриті та закриті страхові фонди в Ірландії та Німеччині; виторг 1,24 млрд фунтів.
ReAssure — куплена в 2020 році у Swiss Re дочірня компанія з управління закритими страховими фондами; виторг 182 млн фунтів.
Management Services — послуги з управління страховими фондами; виторг 737 млн фунтів. Працює під брендами Phoenix Life, Sun Life, Standard Life, ReAssure. Основними ринками для неї є Велика Британія, Ірландія та Німеччина. У списку Forbes Global 2000 за 2021 рік компанія посіла 432-е місце (92-е за активами, 339-е за розміром виручки, 661-е за чистим прибутком, 1638-е за ринковою капіталізацією).
Великими акціонерами є Standard Life Aberdeen (16,85 % акцій), MS&AD Insurance Group (14,49 %), Swiss Re (13,25 %) та BlackRock (5,12 %).